# NGC 3761
NGC 3761 ist eine elliptische Galaxie vom Hubble-Typ E im Sternbild Löwe auf der Ekliptik. Sie ist schätzungsweise 313 Millionen Lichtjahre von der Milchstraße entfernt.
Das Objekt wurde am 11. April 1882 vom französischen Astronomen Édouard Stephan entdeckt.